# 沃利齊亞 (拉傑霍夫區)
50°17′26″N 24°27′9″E / 50.29056°N 24.45250°E
沃利齊亞（烏克蘭語：Волиця），是烏克蘭西部的村莊，隸屬利維夫州的舍普季茨基區。該村面積0.18平方公里，海拔高度196米，2001年人口87，人口密度每平方公里472.83人。